# Koshala (koninkrijk)

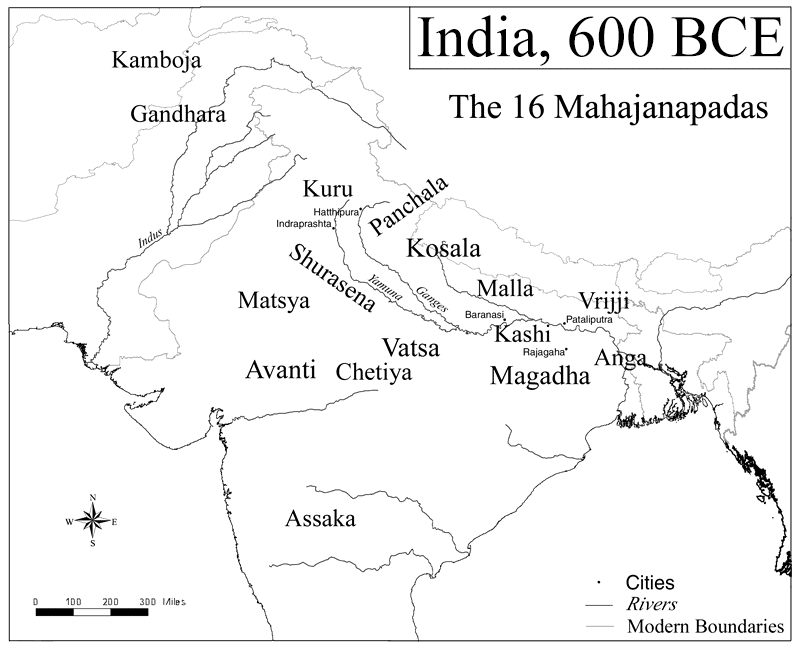
Locatie van Koshala in de 6e eeuw v.Chr.

Koshala was in de late Vedische tijd (10e tot 3e eeuw v.Chr.) een koninkrijk in het oosten van de Gangesvlakte, met als hoofdstad Shravasti. Koshala was een van de zestien mahajanapada's en wordt zowel in de Veda's als in de boeddhistische Pali Canon genoemd. Het koninkrijk bestond ten tijde van het leven van Gautama Boeddha, die vaak in het klooster Jetavana in de hoofdstad verbleef. Koshala was de machtigste staat van Noord-India tot het in de 3e eeuw v.Chr. door Magadha werd geannexeerd.. De locatie van Koshala komt overeen met het oosten van de Indiase deelstaat Uttar Pradesh en delen van het zuiden van Nepal.